# 广南文庙
广南文庙，即广南府文庙，位于云南省文山州广南县莲城镇文化路广南一中内，始建于清康熙四十八年（1709年）。现存泮池、棂星门、大成门、两庑、大成殿。大成殿三开间，单檐歇山顶建筑。2019年2月21日公布为第八批云南省文物保护单位。